# 金銅月刊
金銅月刊是由臺灣金屬鑛業股份有限公司發行之月刊，自1951（民國40）年9月15日創刊，1973（民國62）年9月15日停刊，為公司內部刊物，刊載臺灣金屬鑛業股份有限公司營運發展、國際礦業技術研究與趨勢、當月重要記事、員工藝文交流等內容。

## 刊物沿革
金銅月刊的名稱變革與發行單位的組織改組設立有關。第二次世界大戰後，1945（民國34）年11月經濟部及臺灣省行政長官公署派員接收金瓜石礦山，隔年（民國35年）5月由資源委員會接管，成立臺灣銅礦籌備處。 自1947（民國36）年6月起，臺灣銅鑛籌備處開始發行定期刊物《臺銅通訊》， 該年8月更名為《處訊每週》，每週發行。
1948（民國37）年1月，資源委員會臺灣銅鑛籌備處改組為臺灣金銅鑛務局，原有刊物改名為《金聲》，定位為半月刊，印製規格為4開紙單頁油印品。 同年9月再次調整刊物定位，正式發行《金銅月刊》創刊號，為臺灣金銅鑛務局每月發行之內部刊物，印製規格為16開本橫排。 內容以發展金銅事業為中心，刊載國際礦業技術研究與趨勢、礦場經營管理新知、組織與相關單位動態報導、員工文藝園地等主題內容。
1955（民國44）年5月，臺灣金銅礦務局改組為「臺灣金屬鑛業股份有限公司」，金銅月刊自第四卷第45期開始，封面均有「臺灣金屬鑛業公司編印」字樣。
1969（民國58）年9月，由刊物策進委員會負責《金銅月刊》重大改版，從原本的16開左開橫排改為32開本直書排版， 增加封面設計，封面刊名「金銅」兩字為中華民國第一任行政院長譚延闓之書法，由公司各單位輪流提供學術性專題內容及動態消息，並開放對外徵稿，每月1日收稿，字數以不超過2,500字為限。
《金銅月刊》於1973年12月15日發行第23卷第4期後停刊。

## 刊物典藏
目前僅有國家圖書館、國立臺灣大學圖書館、國立成功大學圖書館、國立臺北科技大學圖書館館藏《金銅月刊》，均無收藏完整期數，其中以國家圖書館典藏期數較多，且部分內容已備有數位檔案。